# Старий Тбілісі

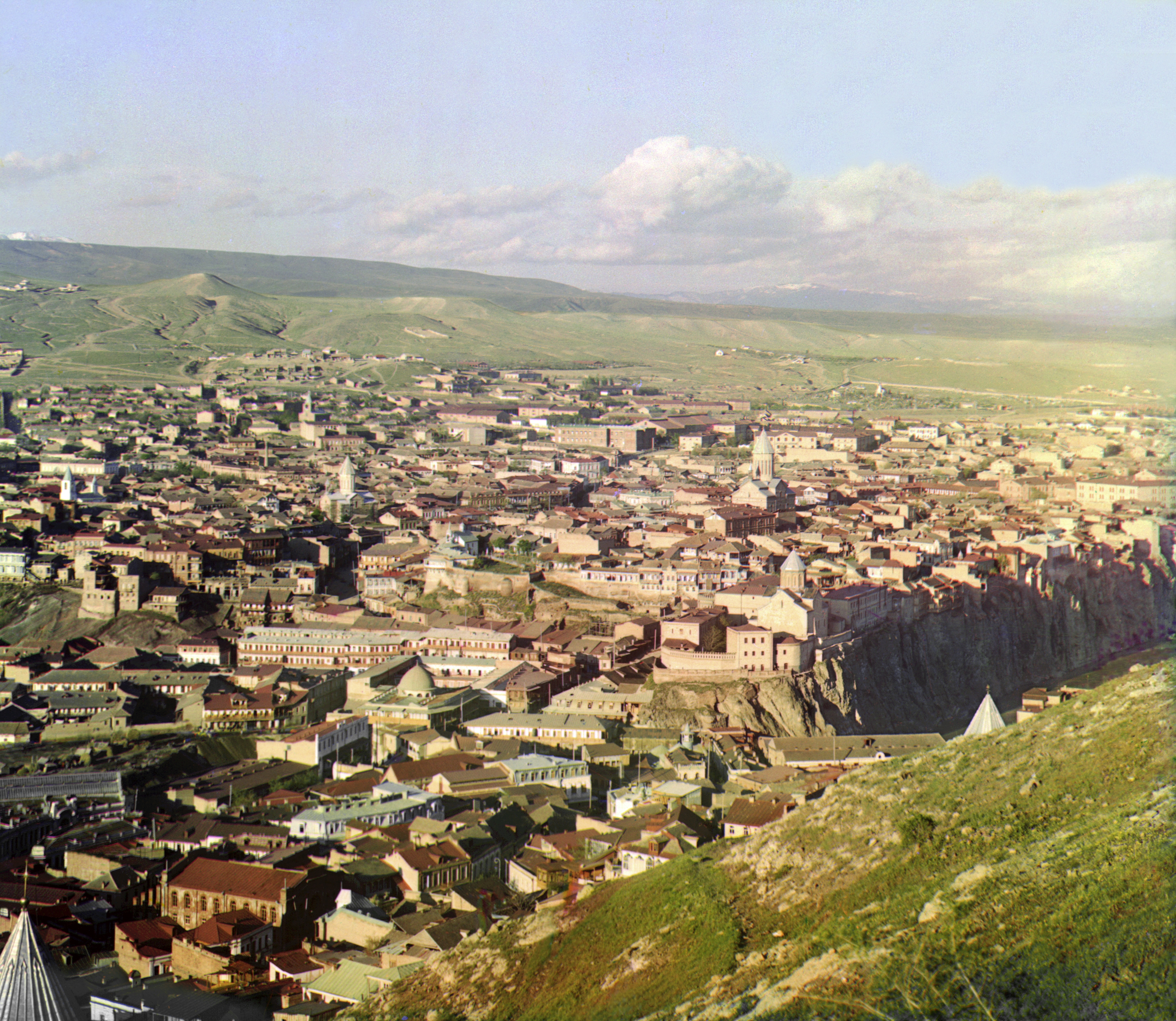
Вигляд Старого Тбілісі на початку XX ст.

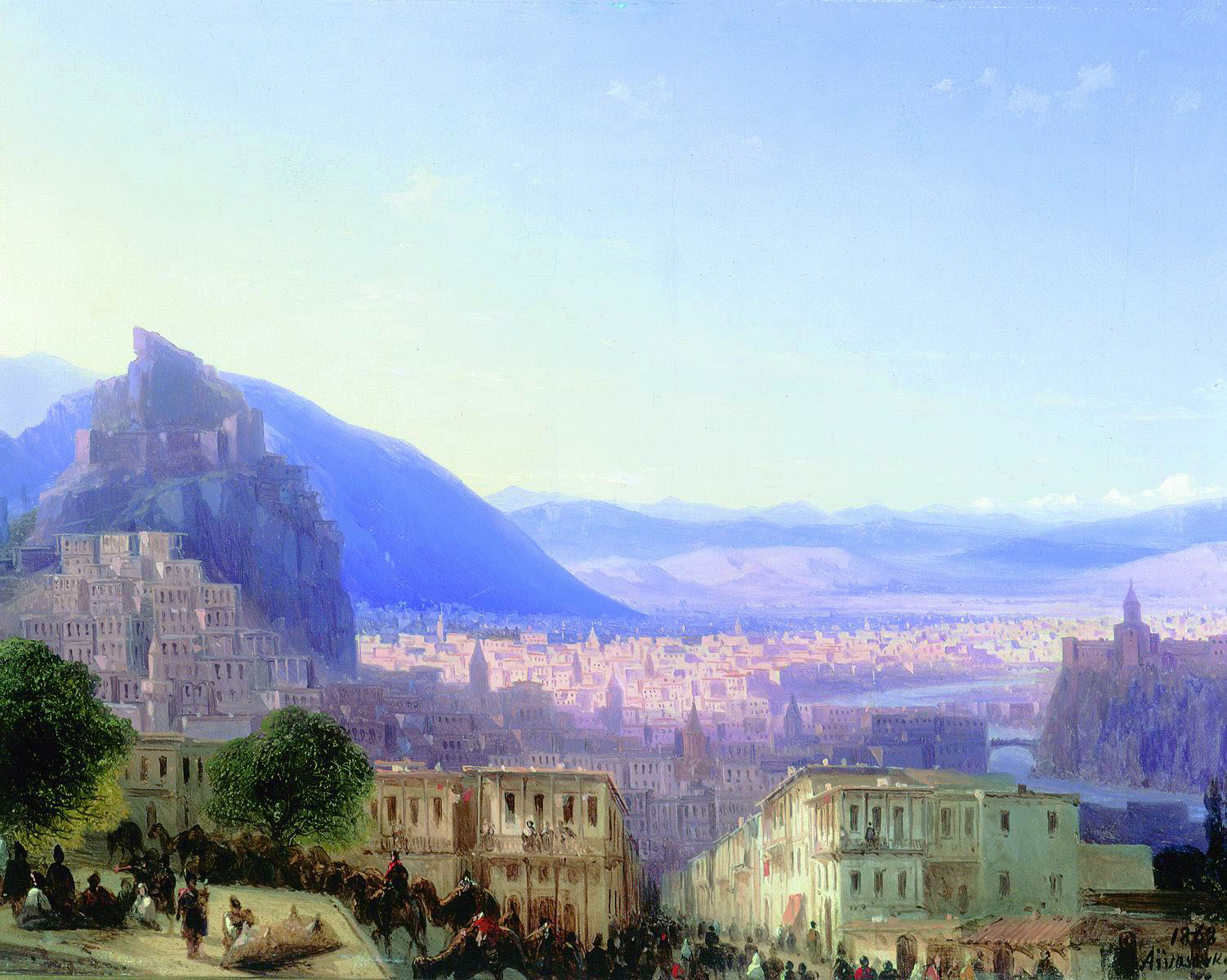
Вигляд Старого Тбілісі в 1868, Ованес Айвазян.

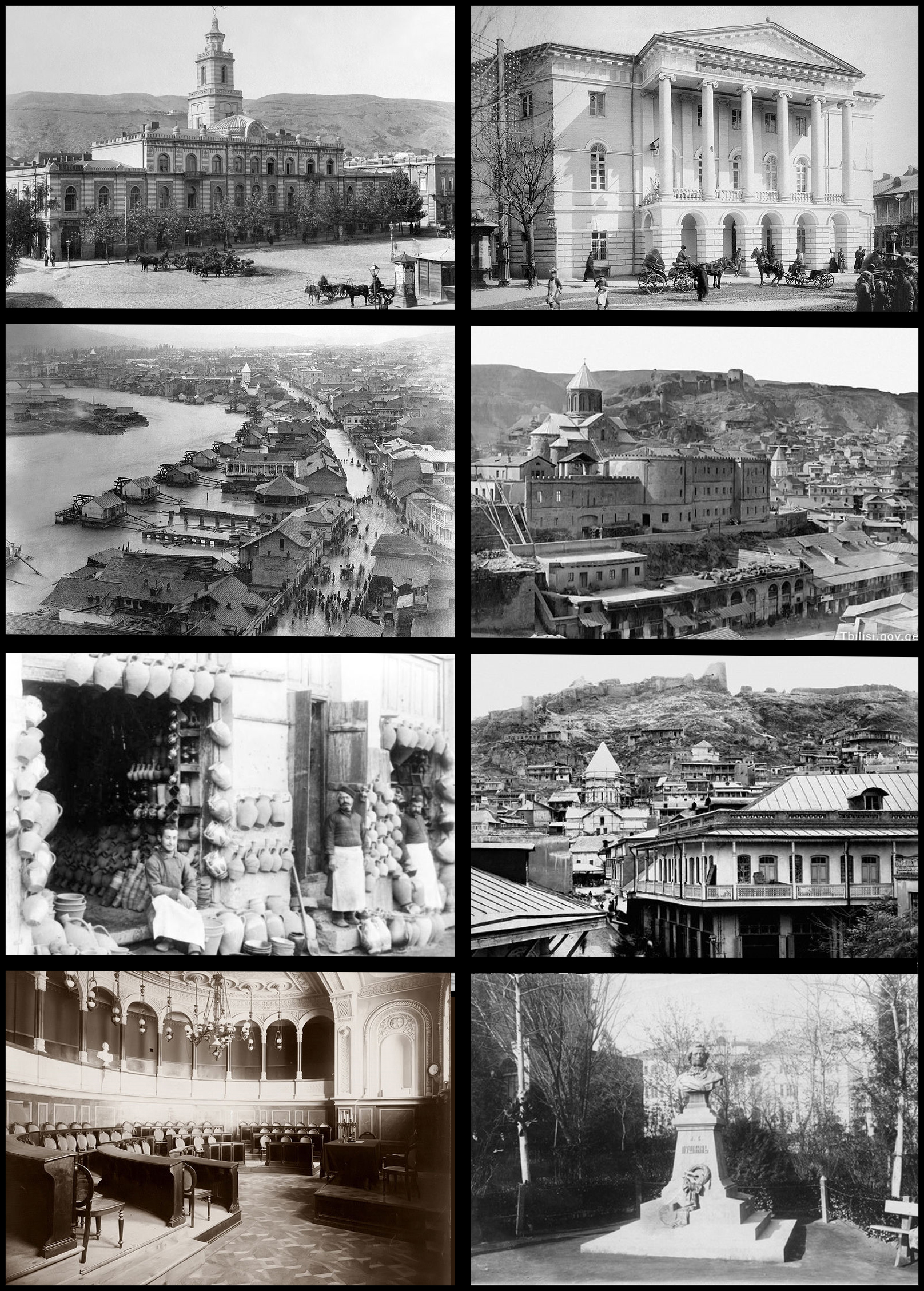
Фотографії основних будівель старого Тбілісі

Старий Тбілісі (груз. ძველი თბილისი) — район в історичному центрі Тбілісі (Грузія).
Район розташований в південно-східній частині міста, по обох берегах Кури. Він займає приблизно ту територію, яку Тифліс займав в XII столітті. Вулиці в цьому районі вузькі, будівлі зберегли риси середньовічної забудови. Тут знаходяться руїни цитаделі Нарікала, добудованої в XVI-XVII століттях, кам'яну церкву Анчісхаті, церкву Метехі, кафедральний собор Сіоні та лазні царя Ростома.
Хоча термін «Старий Тбілісі» вже давно використовується для позначення історичної частини міста, район з такою назвою був сформований лише в 2007 році з вулиць і кварталів, раніше включених в три інших райони міста.
У старому Тбілісі зосереджені пам'ятники архітектури, є будівлі навіть V століття, але переважає забудова XIX століття. Деякі з цих архітектурних пам'яток включені в охоронні списки Всесвітнього фонду пам'яток[джерело?].

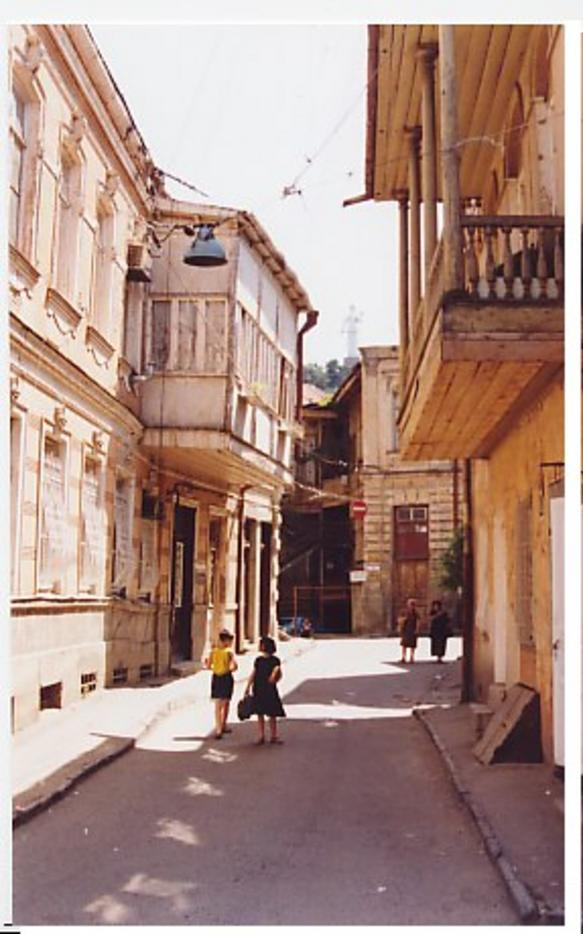
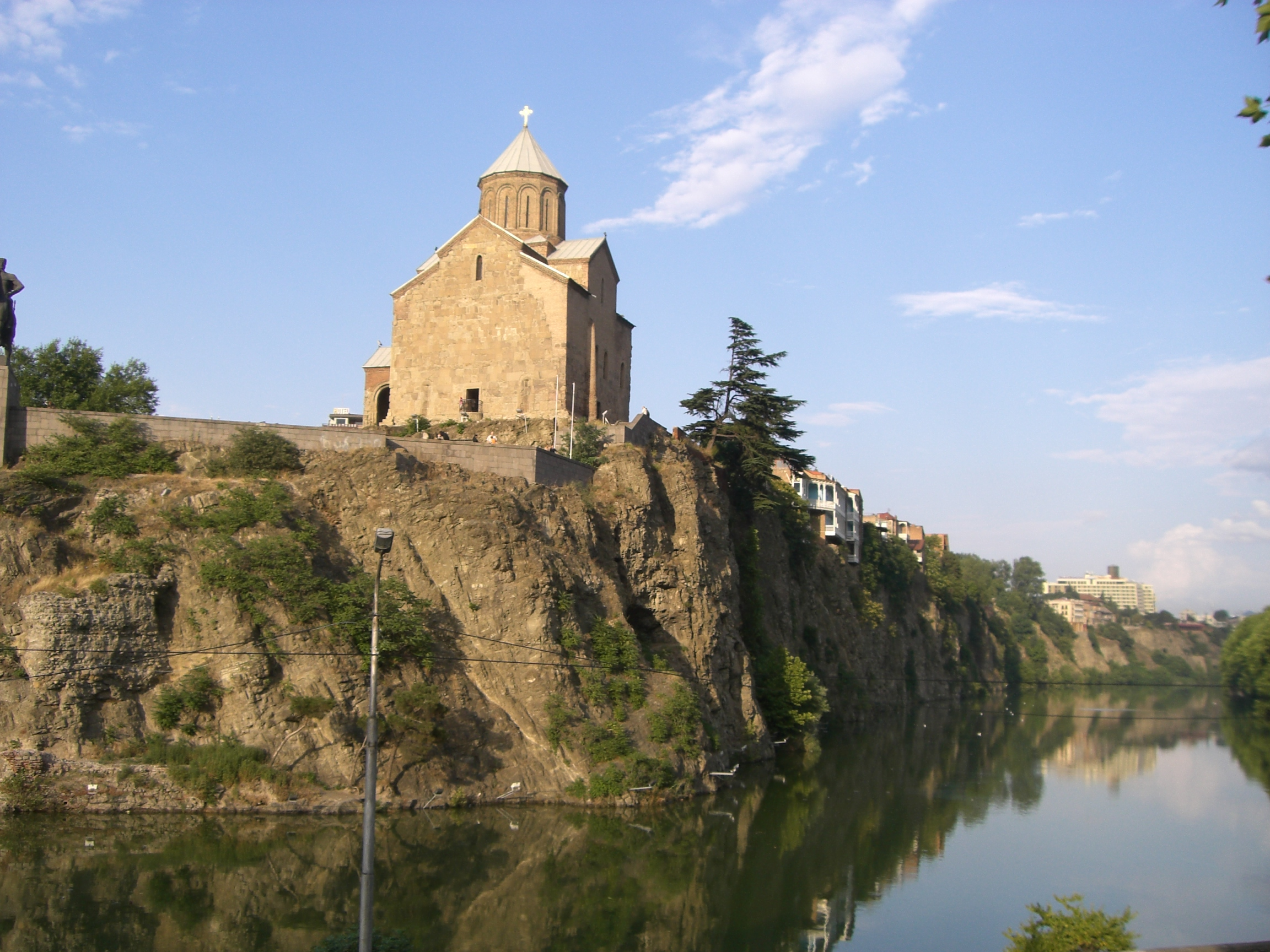

## Ресурси Інтернету
- Old Tbilisi Official Website
- Tbilisi Project[недоступне посилання з травня 2019]. Heritage and Modernity Association.
- Tbilisi History Museum. Georgian Art Portal.
- Old Tbilisi (vintage photos). Georgian Photographical Heritage Research Center.
- Anmeldung zur Welterbeliste (englisch, französisch)
- Plan der Altstadt von Tiflis, 1802
- Ioseb-Grischaschwili-Museum für Tifliser Geschichte (englisch, georgisch)

| Грузія | Це незавершена стаття з географії Грузії. Ви можете допомогти проєкту, виправивши або дописавши її. |